# اوئرتا د ری
هوئرتا د ری (به اسپانیایی: Huerta de Rey) یک شهرستان در اسپانیا است.